# NGC 5439
NGC 5439 is een spiraalvormig sterrenstelsel in het sterrenbeeld Jachthonden. Het hemelobject werd op 9 juni 1883 ontdekt door de Amerikaanse astronoom Lewis A. Swift.

## Synoniemen
- UGC 8947
- MCG 8-26-2
- ZWG 247.3
- KARA 609
- IRAS 14000+4632
- PGC 49965